# Solveig Fiske

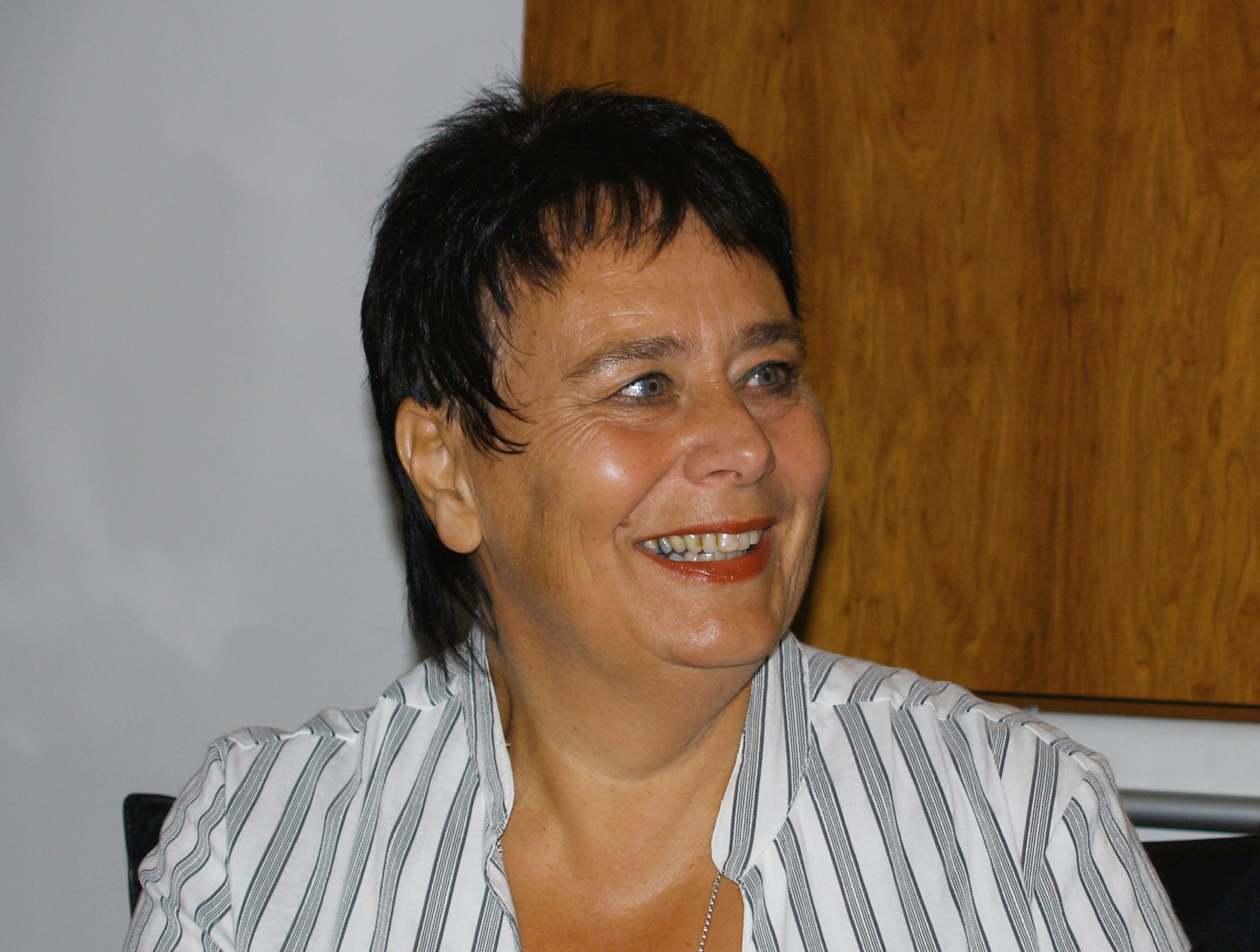
Solveig Fiske
Foto: Kirkens informasjonstjeneste

Solveig Fiske (* 26. Oktober 1952 in Frei (heute Stadtteil von Kristiansund), Møre og Romsdal) ist eine norwegische lutherische Geistliche. Von 2006 bis 2022 amtierte sie als Bischöfin im Bistum Hamar der Norwegischen Kirche.
Fiske graduierte 1980 an der Theologischen Hochschule (Menighetsfakultetet) in Oslo. Danach absolvierte sie 1981 ein Praktikum und arbeitete in der Kirchenversammlung (Kirkemøtet). Ab 1982 war sie Kaplan in der Kirchengemeinde Elverum. 1994 wurde sie Pastorin in der Kirchengemeinde Løten. Ehrenamtlich war sie von 1998 bis 2002 Vorsitzende des norwegischen Theologinnenvereins (Norsk kvinnelig teologiforening). Im Oktober 2006 wurde sie von der Regierung zur Bischöfin bestimmt und am 17. Dezember 2006 in ihr Amt eingeführt. Ihre Zeit als Bischöfin endete, als sie im Herbst 2022 in Pension ging.
Sie sprach sich schon 2006 für die kirchliche Segnung gleichgeschlechtlicher Paare aus und gehörte 2013 zu der Mehrheit im Bischofsrat, die kirchliche Trauung gleichgeschlechtlicher Ehen ermöglichte.